# Przemiana (Jakub Puch)
Przemiana – powieść science fiction autorstwa Jakuba Pucha, wydana w 2018 roku.

## Fabuła
Rozsiane po galaktyce społeczeństwo przyszłości w dalszym ciągu cierpi na skutek wojen, przestępczości i ubóstwa. Planety opływające w dobrobyt nie tylko ignorują potrzeby biedniejszych sąsiadów, ale też niedostatki własnych obywateli. Nikt nie przejmuje się rosnącą niesprawiedliwością i analfabetyzmem. Książka opowiada historię wychowanego w takim środowisku, odrzuconego przez społeczeństwo mężczyzny, chwytającego się różnych nielegalnych przedsięwzięć. Historię człowieka zdegenerowanego, który za swe zbrodnie zostaje skazany na nietypową karę. Podłączony do specjalnej maszyny przejmuje świadomość ludzi tuż przed ich śmiercią… kilkaset razy. Mieszkańcy galaktyki w reality-show obserwują każdy jego kolejny zgon i obstawiają zakłady ile wytrzyma jego umysł. Nikt jednak nie zastanawia się nad tym, jaki wpływ ma wyrok na skazańca. Szczególnie jak na niego wpłynie błąd systemu, gdy człowiek którego świadomość przejął nie umiera. Jak go zmieni konieczność życia w prymitywnych warunkach planety zachowanej w realiach średniowiecza? I jak wypadnie zderzenie jego dotychczasowych wyobrażeń ze szlachetnością i honorem nowo poznanych ludzi? Czy jest możliwe, żeby taki człowiek jak on nauczył się kochać?

## Źródła zewnętrzne
1. Serwis e-ISBN